# Парванкорина
Парванкорина — рід щитоподібних едіакарських викопних тварин. Вона мала «хребет», опущений щодо центральної осі симетрії. Цей «хребет» може бути вище у неприплюснутих викопних екземплярів. На кінці «хребта» є дві дуги у формі чверті кола. Перед ними є також дві вкладені напівкруглі лінії. Зуби, швидше за все, росли з піднятих частин, вказуючи в центр тіла. Вони могли виглядати, як підняті лінії. Скам'янілості, як правило, близько 1 см в ширину і в довжину, але можуть іноді доходити й до 2 см. Парванкорин знаходять в основному на узбережжі Білого моря в Росії.
Парванкорина була зіставлена зі сканією з сланців Берджес в Канаді і Primicaris larvaformis з Китаю, що були кембрійськими трилобітоподібними членистоногими.
Проте, характер росту і спосіб життя парванкоріни є незвичними для членистоногих, що дозволяє спростувати її спорідненість з ними на підставі очевидних фактів.